# Eldrimner
Eldrimner betyder "den ildsmudskede" og stammer fra nordisk mytologi. Det er navnet på kogekarret i Valhal, hvori galten Særimner bliver kogt hver aften af Andrimner.
| Nordisk mytologi | Spire Denne artikel om nordisk religion og mytologi er en spire som bør udbygges. Du er velkommen til at hjælpe Wikipedia ved at udvide den. |